# Адријел Сејнс
Адријел Сејнс (енгл. Adriel Sanes; Рошерон, 27. октобар 1998) америчкодевичански је пливач чија специјалност су трке прсним стилом. 

## Спортска каријера
Сејнс је дебитовао на међународнсој сцени на светском првенству у Казању 2015, где је наступио у квалификационим тркама на 100 прсно (63. место) и 200 прсно (51. место).
Први значајнији успех у каријери, Сејнс је постигао на првенству карипских земаља 2016. у Насауу, где је освојио златне медаље у тркама на 100 и 200 метара прсним стилом. Годину дана касније осваја два злата на 200 прсно и 200 мешовито на првенству Централне Америке и Кариба. 
Учествовао је и на светским првенствима у Будимпешти 2017. и Квангџуу 2019. године. 